# Pesem Evrovizije 2012
Pesem Evrovizije 2012 je bilo 57. tekmovanje za Pesem Evrovizije zapovrstjo. Izbor je potekal v mestu Baku, 22., 24. in 26. maja 2012, in sicer po zaslugi dueta Eldar & Nigar, ki je zmagal na izboru za Pesem Evrovizije 2011 s pesmijo »Running Scared«. Glavno prizorišče je bila Kristalna dvorana v Bakuju.
Slogan izbora je bil Light your fire! (Prižgi ogenj!), izpeljan iz vzevka za Azerbajdžan Dežela ognja (angl. Land of Fire). Telefonsko glasovanje je ponovno potekalo 15 minut po zaključku vseh pesmi, kot je bilo že med letoma 1998 in 2009. Zmagala je švedska predstavnica Loreen s pesmijo Euphoria, ki je prejela 372 točk. Drugo mesto je zasedla Rusija, tretje pa Srbija; sledili sta država gostiteljica, Azerbajdžan, in Albanija. Nemčija, Italija in Španija so se izmed velikih pet uvrstile med 10 najboljših in zasedle 8., 9. in 10. mesto.
Slovenska predstavnica Eva Boto s pesmijo Verjamem, katere besedilo je napisal Igor Pirkovič, glasbo pa Vladimir Graić (avtor zmagovalne evrovizijske pesmi leta 2006 Molitva v izvedbi Marije Šerifović) in Hari Mata Hari (bosenski predstavnik  leta 2006), je v drugem polfinalu z 31 točkami končala na predzadnjem 17. mestu.

### Prizorišče
18. septembra 2011 je bila Kristalna dvorana izbrana za prizorišče 57. Pesmi Evrovizije v Bakuju. 
| Baku, Azerbajdžan Baku Stadion · Športni center Kristalna Dvorana |

## Voditelji
Pesem evrovizije 2012 so vodili Leyla Aliyeva, Eldar Gasimov in Nargiz Birk-Petersen

## Nastopajoče države

### Razvrstitev v lonce
| 1                                                                                     | 2                                                             | 3                                                               | 4                                                            | 5                                                          | 6                                                                      |
| ------------------------------------------------------------------------------------- | ------------------------------------------------------------- | --------------------------------------------------------------- | ------------------------------------------------------------ | ---------------------------------------------------------- | ---------------------------------------------------------------------- |
| - Albanija - Bosna in Hercegovina - Hrvaška - Makedonija - Črna gora - Srbija - Švica | - Danska - Estonija - Finska - Islandija - Norveška - Švedska | - Belorusija - Gruzija - Izrael - Moldavija - Rusija - Ukrajina | - Armenija - Belgija - Ciper - Grčija - Nizozemska - Turčija | - Irska - Latvija - Litva - Malta - Portugalska - Romunija | - Avstrija - Bolgarija - Madžarska - San Marino - Slovenija - Slovaška |

## 1. polfinale
- Nastopilo je 18 držav.
- 10 najboljših po glasovanju žirije in gledalcev se je uvrstilo v finale.
- 22. maj (torek), ob 21:00

| Št. | Država     | Izvajalec              | Pesem                                    | Točke | Uvrstitev. |
| --- | ---------- | ---------------------- | ---------------------------------------- | ----- | ---------- |
| 1   | Črna gora  | Rambo Amadeus          | Euro neuro                               | 20    | 15.        |
| 2   | Islandija  | Gréta Salóme & Jónsi   | Never forget                             | 75    | 8.         |
| 3   | Grčija     | Eleftheria Eleftheriou | Aphrodisiac                              | 116   | 4.         |
| 4   | Latvija    | Anmary                 | Beautiful song                           | 17    | 16.        |
| 5   | Albanija   | Rona Nishliu           | Suus                                     | 146   | 2.         |
| 6   | Romunija   | Mandinga               | Zaleilah                                 | 120   | 3.         |
| 7   | Švica      | Sinplus                | Unbreakable                              | 45    | 11.        |
| 8   | Belgija    | Iris                   | Would you?                               | 16    | 17.        |
| 9   | Finska     | Pernilla Karlsson      | När jag blundar                          | 41    | 12.        |
| 10  | Izrael     | Izabo                  | Time                                     | 33    | 13.        |
| 11  | San Marino | Valentina Monetta      | The social network song (oh oh-uh-oh oh) | 31    | 14.        |
| 12  | Ciper      | Ivi Adamou             | La la love                               | 91    | 7.         |
| 13  | Danska     | Soluna Samay           | Should've known better                   | 63    | 9.         |
| 14  | Rusija     | Buránovskiye Bábushki  | Party for everybody                      | 152   | 1.         |
| 15  | Madžarska  | Compact Disco          | Sound of our hearts                      | 52    | 10.        |
| 16  | Avstrija   | Trackshittaz           | Woki mit deim Popo                       | 8     | 18.        |
| 17  | Moldavija  | Pasha Parfeny          | Lăutar                                   | 100   | 5.         |
| 18  | Irska      | Jedward                | Waterline                                | 92    | 6.         |

## 2. polfinale
- Nastopilo je 18 držav.
- 10 najboljših po glasovanju žirije in gledalcev se je uvrstilo v finale.
- 24. maj (četrtek), ob 21:00 uri

| Št. | Država               | Izvajalec         | Pesem                 | Točke | Uvrstitev |
| --- | -------------------- | ----------------- | --------------------- | ----- | --------- |
| 1   | Srbija               | Željko Joksimović | Nije ljubav stvar     | 159   | 2.        |
| 2   | Makedonija           | Kaliopi           | Crno i belo           | 53    | 9.        |
| 3   | Nizozemska           | Joan Franka       | You and me            | 35    | 15.       |
| 4   | Malta                | Kurt Calleja      | This is the night     | 70    | 7.        |
| 5   | Belorusija           | Litesound         | We are the heroes     | 35    | 16.       |
| 6   | Portugalska          | Filipa Sousa      | Vida minha            | 39    | 13.       |
| 7   | Ukrajina             | Gaitana           | Be my guest           | 64    | 8.        |
| 8   | Bolgarija            | Sofi Marinova     | Love unlimited        | 45    | 11.       |
| 9   | Slovenija            | Eva Boto          | Verjamem              | 31    | 17.       |
| 10  | Hrvaška              | Nina Badrić       | Nebo                  | 42    | 12.       |
| 11  | Švedska              | Loreen            | Euphoria              | 181   | 1.        |
| 12  | Gruzija              | Anri Jokhadze     | I'm a joker           | 36    | 14.       |
| 13  | Turčija              | Can Bonomo        | Love me back          | 80    | 5.        |
| 14  | Estonija             | Ott Lepland       | Kuula                 | 100   | 4.        |
| 15  | Slovaška             | Max Jason Mai     | Don't close your eyes | 22    | 18.       |
| 16  | Norveška             | Tooji             | Stay                  | 45    | 10.       |
| 17  | Bosna in Hercegovina | Maya Sar          | Korake ti znam        | 77    | 6.        |
| 18  | Litva                | Donny Montell     | Love is blind         | 104   | 3.        |

## Finale
- Nastopilo je 26 držav.
- Točke so podelile vse države.
- 26. maj (sobota), ob 21:00

| #  | Države                            | Jezik                     | Izvajalec              | Pesem                                  | Angleški prevod              | Mesto | Točke |
| -- | --------------------------------- | ------------------------- | ---------------------- | -------------------------------------- | ---------------------------- | ----- | ----- |
| 01 | Združeno kraljestvo               | angleščina                | Engelbert Humperdinck  | "Love Will Set You Free"               | —                            | 25.   | 12    |
| 02 | Madžarska                         | angleščina                | Compact Disco          | "Sound of Our Hearts"                  | —                            | 24.   | 19    |
| 03 | Albanija                          | albanščina                | Rona Nishliu           | "Suus"3                                | Personal 4                   | 5.    | 146   |
| 04 | Litva                             | angleščina                | Donny Montell          | "Love is Blind"                        | —                            | 14.   | 70    |
| 05 | Bosna in Hercegovina              | bosanščina                | MayaSar                | "Korake ti znam"                       | I know your steps            | 18.   | 55    |
| 06 | Rusija                            | udmurtščina, angleščina   | Buranovskiye Babushki  | "Party for Everybody"                  | —                            | 2.    | 259   |
| 07 | Islandija                         | angleščina                | Gréta Salóme & Jónsi   | "Never Forget"                         | —                            | 20.   | 46    |
| 08 | Ciper                             | angleščina                | Ivi Adamou             | "La La Love"                           | —                            | 16.   | 65    |
| 09 | Francija                          | francoščina, angleščina   | Anggun                 | "Echo (You and I)"                     | —                            | 22.   | 21    |
| 10 | Italija                           | angleščina, italijanščina | Nina Zilli             | "L'amore è femmina (Out of Love)"      | Love Is Female (Out of love) | 9.    | 101   |
| 11 | Estonija                          | estonščina                | Ott Lepland            | "Kuula"                                | Listen                       | 6.    | 120   |
| 12 | Norveška                          | angleščina                | Tooji                  | "Stay"                                 | —                            | 26.   | 7     |
| 13 | Azerbajdžan (država gostiteljica) | angleščina                | Sabina Babayeva        | "When the Music Dies"                  | —                            | 4.    | 150   |
| 14 | Romunija                          | španščina, angleščina     | Mandinga               | "Zaleilah"                             | —                            | 12.   | 71    |
| 15 | Danska                            | angleščina6               | Soluna Samay           | "Should've Known Better"               | —                            | 23.   | 21    |
| 16 | Grčija                            | angleščina                | Eleftheria Eleftheriou | "Aphrodisiac"                          | —                            | 17.   | 64    |
| 17 | Švedska                           | angleščina                | Loreen                 | "Euphoria"                             | —                            | 1.    | 372   |
| 18 | Turčija                           | angleščina                | Can Bonomo             | "Love Me Back"                         | —                            | 7.    | 112   |
| 19 | Španija                           | španščina                 | Pastora Soler          | "Quédate conmigo"                      | Stay with me                 | 10.   | 97    |
| 20 | Nemčija                           | angleščina                | Roman Lob              | "Standing Still"                       | —                            | 8.    | 110   |
| 21 | Malta                             | angleščina                | Kurt Calleja           | "This Is the Night"                    | —                            | 21.   | 41    |
| 22 | Makedonija                        | makedonščina              | Kaliopi                | "Crno i belo" (Црно и бело)            | Black and white              | 13.   | 71    |
| 23 | Irska                             | angleščina                | Jedward                | "Waterline"                            | —                            | 19.   | 46    |
| 24 | Srbija                            | srbščina                  | Željko Joksimović      | "Nije ljubav stvar" (Није љубав ствар) | Love is not an object        | 3.    | 214   |
| 25 | Ukrajina                          | angleščina                | Gaitana                | "Be My Guest"                          | —                            | 15.   | 65    |
| 26 | Moldavija                         | angleščina8               | Pasha Parfeny          | "Lăutar"                               | Lăutari                      | 11.   | 81    |

## Povratniki

### Države povratnice
| Država    | Razlog                                                           |
| --------- | ---------------------------------------------------------------- |
| Črna gora | Črna gora se je po letu 2009 ponovno vrnila na Pesem Evrovizije. |

### Povratni izvajalci
| Država     | Izvajalec         | Leto | Prejšnje uvrstitve    |
| ---------- | ----------------- | ---- | --------------------- |
| Irska      | Jedward           | 2011 | 8.                    |
| Islandija  | Jónsi             | 2004 | 19.                   |
| Srbija     | Željko Joksimović | 2004 | 2                     |
| Makedonija | Kaliopi           | 1996 | 26 (Ni Kvalificirana) |

## Komentatorji
| Država               | Komentator                     | Podeljevalec Točk | Država      | Komentator                      | Podeljevalec Točk |
| -------------------- | ------------------------------ | ----------------- | ----------- | ------------------------------- | ----------------- |
| Albanija             |                                |                   | Bolgarija   |                                 |                   |
| Avstrija             | Andi Knoll                     |                   | Hrvaška     |                                 |                   |
| Azerbajdžan          |                                |                   | Ciper       |                                 |                   |
| Belorusija           |                                |                   | Danska      |                                 |                   |
| Belgija              | Jean-Pierre Hautier            |                   | Estonija    | Marko Reikop                    |                   |
| Bosna in Hercegovina |                                |                   | Finska      |                                 | Mr. Lordi         |
| Francija             | Cyril Féraud in Mireille Dumas |                   | Madžarska   | Gábor Gundel Takács             |                   |
| Makedonija           |                                |                   | Islandija   |                                 |                   |
| Gruzija              |                                |                   | Irska       | Marty Whelan                    |                   |
| Nemčija              | Peter Urban                    | Anke Engelke      | Izrael      |                                 |                   |
| Grčija               | Marion Michelidaki             |                   | Italija     |                                 |                   |
| Latvija              |                                |                   | Španija     |                                 |                   |
| Litva                |                                |                   | Slovenija   | Andrej Hofer                    | Lorella Flego     |
| Malta                |                                |                   | Slovaška    | Roman Bomboš                    | Mária Pietrová    |
| Moldavija            |                                |                   | Srbija      |                                 |                   |
| Makedonija           |                                |                   | San Marino  |                                 |                   |
| Črna gora            |                                |                   | Rusija      |                                 |                   |
| Nizozemska           | Jan Smith                      |                   | Romunija    |                                 |                   |
| Norveška             |                                |                   | Portugalska | Sílvia Alberto in Pedro Granger |                   |
| Švedska              |                                |                   | Turčija     | Bülend Özveren                  |                   |
| Švica                |                                |                   | Ukrajina    |                                 |                   |
| Združeno kraljestvo  | Scott Mills and Sara Cox       |                   | Avstralija  |                                 |                   |